# Bourevestnik 9M730
Pour les articles homonymes, voir Bourevestnik.
Le Bourevestnik 9M730 (en russe : Буревестник (Pétrel en français), nom de code pour l'OTAN : SSC-X-9 Skyfall) est un missile de croisière russe expérimental à propulsion nucléaire thermique et à armement nucléaire, destiné aux forces armées russes. Le missile aurait une vitesse subsonique et une portée en pratique illimitée sur le globe terrestre (> 20 000 km).
Le Bourevestnik est l'une des six armes stratégiques russes dévoilées par le président russe Vladimir Poutine le 1er mars 2018.

## Conception et développement

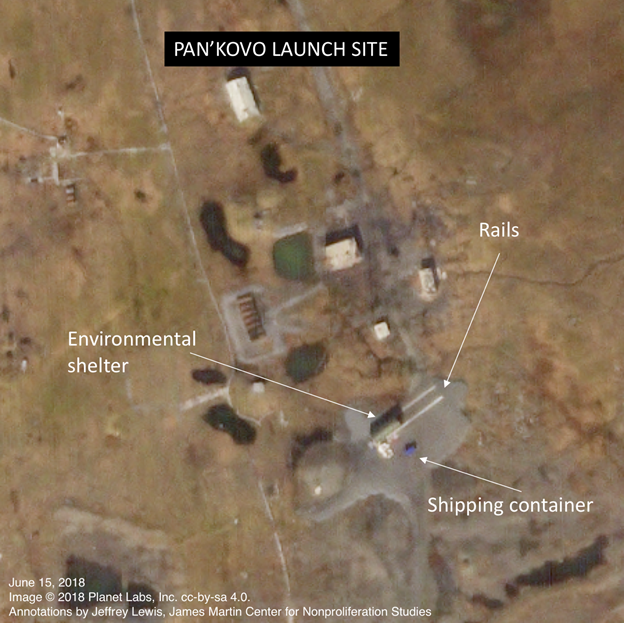
Site de lancement Pankovo (image satellite, juin 2018).

L’industrie russe de défense travaille sur un missile de croisière intercontinental à propulsion nucléaire thermique, capable de pénétrer tout système de défense antimissile. Sa portée serait illimitée et il aurait la capacité d'esquiver les défenses antimissiles. Le nom de l'arme a été choisi par la voie inhabituelle d'un vote public. Les tests de l'unité de propulsion nucléaire, une étape majeure des essais du missile de croisière, du complexe de Bourevestnik, auraient été achevés avec succès en janvier 2019, sur les terrains d’entraînement de Kapustine Yar et en Nouvelle-Zemble.
Selon Nezavissimaïa Gazeta, le moteur de départ de la fusée utilise un carburant solide et le moteur principal un fluide propulsif chauffé à haute température par un réacteur nucléaire ou un générateur thermique à radioisotope. Les dimensions du missile seraient 12 m de longueur au départ, 9 m en vol, et la coque aurait la forme d’une ellipse de 1 × 1,5 m.
L'alter-ego sous-marin du Bourevestnik est présenté dans le même temps par le président russe Vladimir Poutine sous l'aspect du drone-torpille Status-6 Poseidon à propulsion nucléaire. Le drone-torpille à visées stratégiques est également présenté comme un moyen innovant de délivrer le feu nucléaire, d'une manière exclusivement sous-marine grâce à des vecteurs sous-marins identifiés, tels que le K-329 Belgorod et le Khabarovsk (projet 09851).

## Accident du 8 août 2019
Le 8 août 2019, un accident est survenu sur la base d’essais militaires située à deux kilomètres du village de Nyonoksa. Une explosion s’est produite, faisant plusieurs victimes parmi les personnels de la base participant aux essais, dispersant une quantité inconnue de radionucléides dans l'atmosphère et entraînant une hausse de la radioactivité dans les environs.
Le 9 août 2019, l'agence russe de l'énergie nucléaire Rosatom a indiqué que cette explosion était liée à un accident impliquant le test d'une « source d'énergie isotopique pour un moteur de fusée à combustible liquide », et qu'elle avait entraîné la mort de huit personnes,. Des experts et des journalistes ont évoqué un lien possible entre l'accident et les tests du Bourevestnik. Les sources du gouvernement russe sont trop rares et imprécises pour le savoir et les experts restent circonspects sur le type de propulsion de la fusée. Certains communiqués russes évoquent un test de combustible peu usité et impliquant des radioisotopes.
Quoi qu'il en soit, ces essais, comme ses objectifs stratégiques poursuivis par la Russie, ont suscité de vives réactions sur le plan international.